# Dolné Trhovište
Dolné Trhovište (hongrois : Alsóvásárd) est un village de Slovaquie situé dans la région de Trnava.

## Histoire
Première mention écrite du village en 1156.

## Démographie

### Évolution de la population
| Année:               | 1994. | 2004.   | 2014.   | 2024.    |
| -------------------- | ----- | ------- | ------- | -------- |
| Nombre de personnes: | 642   | 637     | 651     | 571      |
| Différence:          |       | -0,77 % | +2,19 % | -12,28 % |

| Année:               | 2023. | 2024.   |
| -------------------- | ----- | ------- |
| Nombre de personnes: | 584   | 571     |
| Différence:          |       | -2,22 % |